# 吴清平
吴清平（1962年11月15日—），男，广东蕉岭人，中国食品安全专家，中国共产党党员，中国工程院院士，研究员。曾任广东省微生物研究所党委书记、所长，第十三届全国人民代表大会代表。

## 生平
吴清平1962年11月15日生于广东梅州蕉岭。1980年考入华南农学院，1984年7月获林学专业学士学位。本科毕业后继续深造，1987年6月获华南农业大学森林保护专业硕士学位。
硕士毕业后，进入广东省微生物研究所工作。1999年6月获得华南理工大学发酵工程专业博士学位。2002年6月担任广东省微生物研究所党委书记，2007年1月任广东微生物研究所所长。
2015年当选中国工程院环境与轻纺工程学部院士。2018年2月24日，当选为第十三届全国人大代表。

## 学术贡献
吴清平主要从事食品微生物安全监测和控制技术研究，对微生物发酵工程领域，包装饮用水工业微生物污染和消毒副产物问题与食用菌产业食源性致病菌污染问题的解决作出较大贡献。

## 奖项
2007年作为第一完成人凭“食用菌优质高效大规模生产关键技术研究”获国家科技进步二等奖，2010年再次作为第一完成人凭“食品微生物安全快速检测与高效控制技术”获国家科技进步二等奖。